# Bjursen
Bjursen är en sjö i Falu kommun i Dalarna och ingår i Dalälvens huvudavrinningsområde. Sjön har en area på 0,891 kvadratkilometer och ligger 208 meter över havet. Sjön avvattnas av vattendraget Kvarnån.

## Delavrinningsområde
Bjursen ingår i det delavrinningsområde (673998-148069) som SMHI kallar för Utloppet av Bjursen. Medelhöjden är 307 meter över havet och ytan är 11,79 kvadratkilometer. Räknas de 3 avrinningsområdena uppströms in blir den ackumulerade arean 29,79 kvadratkilometer. Kvarnån som avvattnar avrinningsområdet har biflödesordning 5, vilket innebär att vattnet flödar genom totalt 5 vattendrag innan det når havet efter 245 kilometer. Avrinningsområdet består mestadels av skog (77 procent). Avrinningsområdet har 1,04 kvadratkilometer vattenytor vilket ger det en sjöprocent på 8,8 procent.